# 기타노 다카시
기타노 다카시(일본어: 北野 貴之, 1982년 10월 4일 ~ )는 일본의 축구 선수이다.

## 구단 경력
그는 2003년부터 2019년까지 J리그의 알비렉스 니가타, 오미야 아르디자, 세레소 오사카, 요코하마 FC, 가이나레 돗토리에서 활동하였다.